# Serie A2 2022-2023 (pallanuoto femminile)
La Serie A2 2022-2023 è stata la 39ª edizione di questo torneo, che dal 1984-1985 rappresenta il secondo livello del campionato italiano femminile di pallanuoto.
Il campionato era suddiviso in due fasi. La prima fase, con gare di andata e ritorno, è iniziata il 15 gennaio 2023 e si è conclusa il 30 aprile 2023; i play-off si sono svolti dal 6 maggio 2023 all'11 giugno 2023 ed ha decretato le due squadre promosse in Serie A1.
Le 15 squadre partecipanti sono suddivise in due gironi, uno da sette e uno da otto squadre, il Girone Nord ed il Girone Sud.
Le squadre retrocesse dalla Serie A1 2021-2022 sono la Vela Ancona e la NC Milano.

## Squadre partecipanti

### Girone Nord
| Club                 | Città                    | Piscina                    | Stagione 2021-2022    |
| -------------------- | ------------------------ | -------------------------- | --------------------- |
| 2001 Padova          | Padova                   | Centro Sportivo Plebiscito | in Serie A2 2021-2022 |
| AN Brescia           | Brescia                  | Centro natatorio Mompiano  | in Serie A2 2021-2022 |
| Aquatica Torino      | Torino                   | Piscina comunale           | in Serie A2 2021-2022 |
| Busto Pallanuoto     | Busto Arsizio (VA)       | Piscine Manara             | in Serie B 2021-2022  |
| Imperia              | Imperia                  | Piscina Felice Cascione    | in Serie A2 2021-2022 |
| Locatelli Genova     | Genova                   | Piscina Sciorba            | in Serie A2 2021-2022 |
| Pallanuoto Treviglio | Romano di Lombardia (BG) | Piscina Comunale           | in Serie A2 2021-2022 |

### Girone Sud
| Club             | Città                          | Piscina                         | Stagione 2021-2022    |
| ---------------- | ------------------------------ | ------------------------------- | --------------------- |
| Castelli Romani  | Ariccia (RM)                   | Centro sportivo Castelli Romani | in Serie A2 2021-2022 |
| Cosenza          | Cosenza                        | Piscina comunale                | in Serie A2 2021-2022 |
| Lazio            | Roma                           | Piscina del Passetto            | in Serie A2 2021-2022 |
| Napoli Lions     | Napoli                         | Piscina Comunale                | in Serie A2 2021-2022 |
| Pretuziana Sport | Teramo                         | Piscina comunale                | in Serie B 2021-2022  |
| Roma Vis Nova    | Roma                           | Stadio Olimpico del Nuoto       | in Serie A2 2021-2022 |
| Vela Ancona      | Ancona                         | Centro Sportivo "Le Cupole"     | in Serie A1 2021-2022 |
| Volturno         | Santa Maria Capua Vetere (NA)) | Piscina Comunale                | in Serie A2 2021-2022 |

## Play-off

### Tabellone 1
|  | Semifinali             | Semifinali             | Semifinali             | Semifinali             | Semifinali             |  |  | Finale           | Finale           | Finale | Finale | Finale |  |
|  |                        |                        |                        |                        |                        |  |  |                  |                  |        |        |        |  |
|  | 2S                     | Vela Ancona            | 14                     | 5                      | 15                     |  |  |                  |                  |        |        |        |  |
|  | 3N                     | AN Brescia             | 13                     | 9                      | 13                     |  |  | Vela Ancona      | Vela Ancona      | 8      | 13     | 9      |  |
|  | Vincitrice Girone Nord | Vincitrice Girone Nord | Vincitrice Girone Nord | Vincitrice Girone Nord | Vincitrice Girone Nord |  |  | Locatelli Genova | Locatelli Genova | 10     | 12     | 11     |  |
|  | Locatelli Genova       |                        |                        |                        |                        |  |  |                  |                  |        |        |        |  |

### Tabellone 2
|  | Semifinali            | Semifinali            | Semifinali            | Semifinali            | Semifinali            |  |  | Finale       | Finale       | Finale | Finale | Finale |  |
|  |                       |                       |                       |                       |                       |  |  |              |              |        |        |        |  |
|  | 2N                    | Aquatica Torino       | 14                    | 2                     | 6                     |  |  |              |              |        |        |        |  |
|  | 3S                    | Napoli Lions          | 9                     | 5                     | 11                    |  |  | Napoli Lions | Napoli Lions | 6      | 13     | 8      |  |
|  | Vincitrice Girone Sud | Vincitrice Girone Sud | Vincitrice Girone Sud | Vincitrice Girone Sud | Vincitrice Girone Sud |  |  | Cosenza      | Cosenza      | 6      | 15     | 11     |  |
|  | Cosenza               |                       |                       |                       |                       |  |  |              |              |        |        |        |  |